# Суперкубок Испании по футболу среди женщин
Суперкубок Испании по футболу среди женщин (исп. Supercopa de España Femenina) — ежегодный испанский футбольный мини-турнир, в котором принимают участие чемпион Испании и обладатель Кубка Королевы. Состоящий из двух матчей (дома и на выезде) предваряет начало нового сезона и проводится обычно в августе.
Однако, начиная с сезона 2019/2020 турнир решили проводить в формате «финала четырёх»: по правилу в нём стали принимать участие чемпион и вице-чемпион страны, а также оба финалиста Кубка Королевы (если одна из команд-участниц имела более одного достижения по итогам сезона из выше перечисленного, в таком случае для участия приглашается ещё одна команда, занявшая третье место в чемпионате).

## Финалы

### 1997—2000
| Год  | Победитель      | Счёт     | Финалист           |
| ---- | --------------- | -------- | ------------------ |
| 1997 | Сан Висенте     | 5:2, 2:1 | Эспаньол           |
| 1998 | Атлетико Малага | 3:4, 1:0 | Лагунак            |
| 1999 | Эйбар           | 3:0, 5:0 | Орокета Вильяверде |
| 2000 | Леванте         | 5:1, 2:1 | Пуэбла             |

### Финал четырёх (новый формат)
| Год  | Победитель      | Счёт | Финалист        |
| ---- | --------------- | ---- | --------------- |
| 2020 | Барселона       | 10:1 | Реал Сосьедад   |
| 2021 | Атлетико Мадрид | 3:0  | Леванте         |
| 2022 | Барселона       | 7:0  | Атлетико Мадрид |
| 2023 | Барселона       | 3:0  | Реал Сосьедад   |
| 2024 | Барселона       | 7:0  | Леванте         |

## Победители
| Клуб               | Победы | Финалист | Сезоны побед           |
| ------------------ | ------ | -------- | ---------------------- |
| Барселона          | 4      | —        | 2020, 2022, 2023, 2024 |
| Леванте            | 2      | 2        | 1997, 2000             |
| Атлетико Мадрид    | 1      | 1        | 2021                   |
| Атлетико Малага    | 1      | —        | 1998                   |
| Эйбар              | 1      | —        | 1999                   |
| Реал Сосьедад      | —      | 2        |                        |
| Эспаньол           | —      | 1        |                        |
| Лагунак            | —      | 1        |                        |
| Орокета Вильяверде | —      | 1        |                        |
| Пуэбла             | —      | 1        |                        |